# Sticta filix
Sticta filix är en lavart som först beskrevs av Olof Swartz och som fick sitt nu gällande namn av William Nylander. 
Sticta filix ingår i släktet Sticta och familjen Lobariaceae. Inga underarter finns listade i Catalogue of Life.